# Convento di Santa Maria degli Angeli (Williamsville)
Il convento di Santa Maria degli Angeli è un ex convento cattolico situato a Williamsville, nella contea di Erie.

## Storia e descrizione
Il convento venne disegnato nel 1928 dall'architetto John Wade e dal suo assistente George Dietel, gli stessi che disegnarono il Buffalo City Hall, come ampliamento della casa generale delle suore francescane di Amherst. È stato utilizzato fino al 1998 quando l'intero complesso è stato acquistato dallo stato di New York e dalla città di Amherst per uso pubblico. Nel 2002 la struttura è stata inserita nel National Register of Historic Places e nel 2004 è stata convertita a casa di accoglienza per anziani; il giardino è diventato un parco pubblico, l'Amherst State Park.